# 国民自由党 (ドイツ)
国民自由党（こくみんじゆうとう、ドイツ語: Nationalliberale Partei、略称NLP）は、かつて存在したドイツの政党。
プロイセンのブルジョワ自由主義政党ドイツ進歩党議員のうちビスマルクのドイツ統一の外交政策を支持する勢力が1867年に結党した。帝政期を通じて自由主義右派政党として親政府的な態度を取ることが多かった。第一次世界大戦後の1918年にドイツ人民党(DVP)に改組された（ただし左派はドイツ民主党、右派はドイツ国家人民党へ参加した）。

## 党史

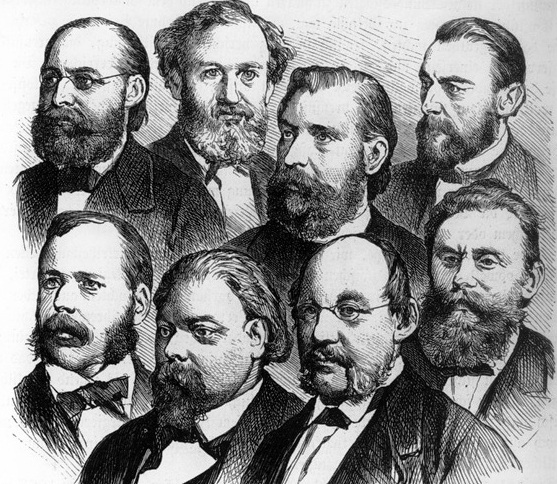
国民自由党の政治家達の肖像。（上段左からヴィルヘルム・ヴェーレンフェニヒ、エドゥアルト・ラスカー, ハインリヒ・フォン・トライチュケ, ヨハンネス・フォン・ミーケル。下段左からフランツ・フォン・ロッゲンバッハ, カール・ブラウン, ルドルフ・グナイスト, ルートヴィヒ・バンベルガー

### 創設
1866年の普墺戦争中に行われたプロイセン衆議院の選挙で宰相ビスマルクに反対してきた自由主義左派政党ドイツ進歩党は惨敗。この勝利を受けてビスマルクは、1862年以来の無予算統治に事後承認を与える事後承認法をプロイセン議会に提出。その対応をめぐってこれまで無予算統治を批判してきた進歩党は分裂。1866年9月ビスマルクの外交政策を支持する進歩党員15人とカトリック左派9人の呼びかけで、1866年11月17日に国民自由主義者の最初の議員団がプロイセン議会で形成された。この中には、ハインリヒ・フォン・ヘンニヒ、カール・トヴェステン、エドゥアルト・ラスカー、フリードリヒ・ハムマハーらがいた。
その後、北・中部ドイツの非プロイセン地域における同じ立場の勢力と合同し、1867年6月12日に北ドイツ連邦全域にまたがる政党として国民自由党を結成した。創立綱領で新連邦創設に至るビスマルクのドイツ統一事業を承認し、この事業の推進に協力することを宣言し、また議会と憲法による法治国家、ドイツ帝国の近代的工業国への転換を推進することを謳った。
国民自由党が代表していたのは、国民主義と（あるいは）自由主義を志向し、プロテスタント教徒である教養と財産を持った市民層の利益及び工業家の大市民層（industrielle Großbürgertum)の利益であった。

### 19世紀
ドイツ帝国建国後、国民自由党は1871年の帝国議会選挙で30.2％の得票率で、最大の会派となった。以降も1878年の選挙までは第一党の座を維持したが、1880年代以降は議席を急激に減らすことこそなかったが、長期的な低迷傾向に入った。
伝統的に重工業界の利益団体であるドイツ工業中央連盟と密接な関係を持っていたが、1895年に軽工業・加工工業の利益団体である工業家同盟が結成されると、国民自由党議員団は前者を基盤とする右派議員、後者を基盤とする左派議員に分裂するようになった。また農村部選出の議員は保守党に近い農業利益団体農業者同盟の支援を受けている者も多く、彼らは党内の最右派だった。
国民自由党は当初よりビスマルクを支持し、文化闘争、社会主義者鎮圧法、反動的な関税保護政策の際に多数派形成の役割を果たした。しかしこうしたビスマルクへの追従、とりわけ保護関税への賛成には党内左派から強い反発が起きた。1880年8月にはルートヴィヒ・バンベルガーやラスカーら自由貿易を奉じる党内左派議員28名が右派の党首ルドルフ・フォン・ベニクセンの親ビスマルク方針や保護貿易方針に反対して離党。彼らはほどなく自由主義連合を結成した（この自由主義連合は1884年に進歩党と合流してドイツ自由思想家党となったが、1893年に自由思想家連合と自由思想家人民党に分裂。1910年になって進歩人民党として再結集した）。この左派グループの分離により国民自由党は保守党やドイツ帝国党(プロイセンでの党名は自由保守党)と以前より密接に結びついた。この政策は1887年に3党で選挙協定（カルテル）を形成したことでその極みに達した。

### 20世紀はじめ
1901年以降、自由主義左派三派（自由思想家連合、自由思想家人民党、ドイツ人民党）に少しずつ接近するようになった。若い自由主義者から大自由主義政党の統一が期待されたが、党指導部の抵抗で挫折した。
世紀が変わって以降、国民自由党は党の組織構造の近代化を実施したが、ますます利益団体の好意にすがるようになった。艦隊協会もその中の一つとなった。それでも、かつての支配政党はその重要性を減少させ、1912年の最後の帝国議会選挙での得票率は13.6%であった。

### 第一次世界大戦
第一次世界大戦前夜の時期、国民自由党は軍事政策、建艦政策、植民地政策で攻撃的な方針を支持し、第一次世界大戦においては無制約なUボート戦争や領土の併合を支持した。
国民自由党は社民党(SPD)、中央党、進歩人民党が唱えた和解の講和について差し当たり反対した。のちに党の左派がこの講和に同調し、敗色が濃厚になると党内対立がさらに強くなっていった。
1918年の11月革命後、国民自由党は分裂し、左派はドイツ民主党、右派はドイツ国家人民党に参加した。
党の多数派はグスタフ・シュトレーゼマンの指導の下、ドイツ人民党を設立し、ワイマール共和国でたびたび連立政権に参加した。

## 選挙結果

### プロイセン衆議院
| 選挙年次 | 獲得議席（総議席） | 議席順位 |
| -------- | ------------------ | -------- |
| 1867年   | 99議席（432議席）  | 第2党    |
| 1870年   | 134議席（432議席） | 第1党    |
| 1873年   | 177議席（432議席） | 第1党    |
| 1876年   | 169議席（433議席） | 第1党    |
| 1879年   | 104議席（433議席） | 第2党    |
| 1882年   | 66議席（433議席）  | 第3党    |
| 1885年   | 72議席（433議席）  | 第3党    |
| 1888年   | 86議席（433議席）  | 第3党    |
| 1893年   | 84議席（433議席）  | 第3党    |
| 1898年   | 71議席（433議席）  | 第3党    |
| 1903年   | 79議席（433議席）  | 第3党    |
| 1908年   | 65議席（443議席）  | 第3党    |
| 1913年   | 73議席（443議席）  | 第3党    |
| 1918年   | 73議席（437議席）  | 第3党    |
| 出典:    |                    |          |

### 帝国議会 (北ドイツ連邦)
| 選挙日        | 獲得議席（総議席） | 議席順位 |
| ------------- | ------------------ | -------- |
| 1867年2月12日 | 80議席（297議席）  | 第1党    |
| 1867年8月31日 | 81議席（297議席）  | 第1党    |

### 帝国議会 (ドイツ帝国)
| 選挙日         | 得票        | 得票率 | 得票順位 | 獲得議席（総議席） | 議席順位 |
| -------------- | ----------- | ------ | -------- | ------------------ | -------- |
| 1871年3月3日   | 1,171,000票 | 30.1%  | 第1党    | 125議席（382議席） | 第1党    |
| 1874年1月10日  | 1,542,500票 | 29.7%  | 第1党    | 155議席（397議席） | 第1党    |
| 1877年1月10日  | 1,470,000票 | 27.2%  | 第1党    | 128議席（397議席） | 第1党    |
| 1878年7月30日  | 1,331,000票 | 23.1%  | 第1党    | 99議席（397議席）  | 第1党    |
| 1881年10月27日 | 746,600票   | 14.6%  | 第3党    | 47議席（397議席）  | 第4党    |
| 1884年10月28日 | 997,000票   | 17.6%  | 第2党    | 51議席（397議席）  | 第4党    |
| 1887年2月21日  | 1,678,000票 | 22.3%  | 第1党    | 99議席（397議席）  | 第1党    |
| 1890年2月20日  | 1,177,800票 | 16.3%  | 第3党    | 42議席（397議席）  | 第4党    |
| 1893年6月15日  | 997,000票   | 13.0%  | 第4党    | 53議席（397議席）  | 第3党    |
| 1898年6月16日  | 971,300票   | 12.5%  | 第3党    | 46議席（397議席）  | 第4党    |
| 1903年6月16日  | 1,317,400票 | 13.9%  | 第3党    | 51議席（397議席）  | 第4党    |
| 1907年1月25日  | 1,630,600票 | 14.5%  | 第3党    | 54議席（397議席）  | 第3党    |
| 1912年1月12日  | 1,662,700票 | 13.6%  | 第3党    | 45議席（397議席）  | 第3党    |

## 著名な人物
- ルドルフ・フォン・ベニクセン
- ヨハンネス・フォン・ミーケル
- ルートヴィヒ・バンベルガー（ドイツ語版）
- エドゥアルト・ラスカー（ドイツ語版）
- フリードリヒ・ハムマハー（ドイツ語版）
- グスタフ・ハールマン（ドイツ語版）
- アルトゥール・ホプレヒト（ドイツ語版）
- アウグスト・メッツ（ドイツ語版）
- フリードリヒ・エトカー（ドイツ語版）
- カール・トヴェステン（ドイツ語版）
- ハンス・ヴィクトル・フォン・ウンルー（ドイツ語版）
- エルンスト・バッサーマン（ドイツ語版）
- ロベルト・フリードベルク（ドイツ語版）
- グスタフ・シュトレーゼマン